# Emil Vinjebo
Emil Mielke Vinjebo (Gadstrup, 24 marzo 1994) è un ex ciclista su strada danese, attivo in formazioni UCI dal 2013 al 2023.

## Palmarès

### Strada
- 2018 (Team ColoQuick, una vittoria)

2ª tappa Tour du Loir-et-Cher (Bourré > Bourré)

#### Altri successi
- 2012 (Juniores)

1ª tappa Regio-Tour (Hartheim am Rhein > Heitersheim, cronosquadre)
- 2023 (Leopard Togt Pro Cycling)

Classifica combattività Giro di Danimarca

## Piazzamenti

### Classiche monumento
- Milano-Sanremo

2021: 121º
- Giro delle Fiandre

2021: ritirato

### Competizioni mondiali
- Campionati del mondo

Copenaghen 2011 - In linea Junior: 67º
Valkenburg 2012 - In linea Junior: 73º
Toscana 2013 - In linea Under-23: ritirato
Doha 2016 - In linea Under-23: 87º
Innsbruck 2018 - In linea Elite: 55º